# Grekland i olympiska sommarspelen 2016
Grekland deltog med 93 deltagare vid de olympiska sommarspelen 2016 i Rio de Janeiro. Totalt vann de tre guldmedaljer, en silvermedalj och två bronsmedaljer.

## Medaljer
| Medalj | Namn                              | Sport     | Gren                     |
| ------ | --------------------------------- | --------- | ------------------------ |
| Guld   | Anna Korakaki                     | Skytte    | Damernas 25 m pistol     |
| Guld   | Eleftherios Petrounias            | Gymnastik | Herrarnas ringar         |
| Guld   | Ekaterini Stefanidi               | Friidrott | Damernas stavhopp        |
| Silver | Spyridon Gianniotis               | Simning   | Herrarnas 10 km maraton  |
| Brons  | Anna Korakaki                     | Skytte    | Damernas 10 m luftpistol |
| Brons  | Pavlos Kagialis Panagiotis Mantis | Segling   | Herrarnas 470            |